# Cyrille Bayala
Cyrille Barros Bayala (Ouagadougou, 24 maggio 1996) è un calciatore burkinabé, centrocampista dello Sheriff Tiraspol e della nazionale burkinabé.

## Palmares

### Club

#### Competizioni nazionali
- Coppa di Moldavia: 2

Sheriff Tiraspol: 2016-2017, 2024-2025
- Campionato moldavo: 1

Sheriff Tiraspol: 2016-2017